# 加拿大安全情报局
加拿大安全情报局（英語：Canadian Security Intelligence Service），加拿大情报机构，1984年设立，通过收集、分析情报对加拿大国家安全进行评估，同时进行隐蔽或公开的间谍或反间谍活动。该局活动及财政预算由加拿大國会监察。